# Smeringurus aridus
Espèce
Synonymes
- Paruroctonus aridus Soleglad, 1972

Smeringurus aridus est une espèce de scorpions de la famille des Vaejovidae.

## Distribution
Cette espèce est endémique de Californie aux États-Unis. Elle se rencontre dans le comté de San Diego dans le parc d'État d'Anza-Borrego Desert.

## Description
Le mâle holotype mesure 60,1 mm et la femelle paratype 73,0 mm.

## Systématique et taxinomie
Cette espèce a été décrite sous le protonyme Paruroctonus aridus par Soleglad en 1972. Elle est placée dans le genre Smeringurus par Stockwell en 1992.

## Publication originale
- Soleglad, 1972 : « Two new scorpions of the genus Paruroctonus from southern California (Scorpionida: Vejovidae). » Wasmann Journal of Biology, vol. 30, no 1/2, p. 71-86 (texte intégral).